# マニラ首都圏地下鉄
マニラ首都圏地下鉄（マニラしゅとけんちかてつ、英語: Metro Manila Subway、通称: MMS）は、フィリピンのマニラ首都圏で建設中のマニラ・メトロレール・トランジット・システム（マニラMRT）の路線である。
路線は計15駅で、完成後は全長36kmとなる予定。ヴァレンズエラのイースト・ヴァレンズエラ駅からパラニャーケのビクタン駅まで、支線としてニノイ・アキノ国際空港を通りアジアワールド駅までを結ぶ。
フィリピンにおいて「世紀のプロジェクト」と呼ばれている。起工式は2019年2月27日に行われ、翌12月に着工された。しかし、新型コロナウイルス感染症の流行により工事は遅延し、2025年に部分開業、2029年に全面開業する予定である。 事業費は3556億ペソ（2017年ドル換算で70億米ドル）。費用の多くは国際協力機構（JICA）による融資で賄われている。
他の公共交通機関と接続するように設計されており、現在建設中のノース・アベニュー駅では、LRT1号線、MRT3号線、MRT7号線（建設中）に乗り換え可能である。このほか、既存のLRT2号線、PNRメトロコミューター線や、現在計画中のマカティ市営地下鉄、MRT4号線、MRT8号線にも乗り換え可能である。

## 駅一覧
| 駅名                             | 駅名                  | 駅間キロ (km) | 累計キロ (km) | 接続路線・備考                                 | 所在地         |
| -------------------------------- | --------------------- | ------------- | ------------- | ---------------------------------------------- | -------------- |
| イースト・ヴァレンズエラ駅       | East Valenzuela       | -             | 0.0           |                                                | ヴァレンズエラ |
| キリノ・ハイウェイ駅             | Quirino Highway       | -             | -             |                                                | ケソン市       |
| タンダン・ソラ駅                 | Tandang Sora          | -             | -             |                                                | ケソン市       |
| ノース・アベニュー駅             | North Avenue          | -             | 3.9           | LRT： 1 LRT1号線 MRT： 3 MRT3号線、 7 MRT7号線 | ケソン市       |
| ケソン・アベニュー駅             | Quezon Avenue         | 1.3           | 5.2           | MRT： 3 MRT3号線（ケソン・アベニュー駅）       | ケソン市       |
| イースト・アベニュー駅           | East Avenue           | 1.7           | 6.9           |                                                | ケソン市       |
| アノナス駅                       | Anonas                | 2.1           | 9.0           | LRT： 2 LRT2号線（アノナス駅）                 | ケソン市       |
| キャンプ・アギナルド駅           | Camp Aguinaldo        | 1.6           | 10.7          |                                                | ケソン市       |
| オルティガス駅                   | Ortigas               | -             | 13.7          |                                                | パシッグ       |
| ショウ駅                         | Shaw                  | 3.1           | 15.0          |                                                | パシッグ       |
| カラヤアン駅                     | Kalayaan              | 2.1           | 17.1          |                                                | マカティ       |
| ボニファシオ・グローバルシティ駅 | Bonifacio Global City | 1.1           | 18.2          |                                                | タギッグ       |
| ロートン駅                       | Lawton                | 2.2           | 20.4          |                                                | タギッグ       |
| 上院-DepEd駅                     | Senate-DepEd          | 1.7           | 22.1          |                                                | タギッグ       |
| FTI駅                            | FTI                   | 4.0           | 26.1          | PNR：首都圏通勤線                              | タギッグ       |
| ビクタン駅                       | Bicutan               | 4.0           | 27.8          | PNR：首都圏通勤線                              | パラニャーケ   |
| NAIA支線                         |                       |               |               |                                                |                |
| NAIAターミナル3駅                | NAIA Terminal 3       | -             | -             | ニノイ・アキノ国際空港第3ターミナル            | パサイ         |

- 全線が地下区間